# Tiberio Muti
Tiberio Muti (né en 1574 à Rome, alors la capitale des États pontificaux, et mort le 14 avril 1636 à Viterbe), est un cardinal italien de l'Église catholique de la XVIIe siècle, nommé par le pape Paul V. Il est un parent du pape Paul V.

## Biographie
Tiberio Muti est chanoine de la basilique Saint-Pierre. Il est élu évêque de Viterbe en 1611 et est consacré le 15 janvier 1612 par Scipione Caffarelli-Borghese avec comme co-consécrateurs Fabio Biondi (it) et Antonio Ricci (en)
Le pape Paul V le crée cardinal lors du consistoire du 2 décembre 1615. Il est camerlingue du Sacré Collège en 1629-1630.
Le cardinal Muti participe au conclave de 1621, lors duquel Grégoire XV est élu pape, et au conclave de 1623 (élection d'Urbain VIII).

## Succession apostolique
Tiberio Muti a ordonné les évêques suivants :
- Évêque Dionisio Martini, O.F.M. (1616)
- Évêque Alessandro Leparulo (it) (1624)
- Évêque Giovanni Maria Belletti (1625)
- Évêque Theodorus Pelleoni, O.F.M.Conv. (1627)
- Cardinal Antonio Santacroce (1627)
- Évêque Nicola Bellolatto (1627)
- Archevêque Gavino Magliano (1627)